# Because What You Want & What You Get Are Two Completely Different Things
A Because What You Want & What You Get Are Two Completely Different Things é uma turnê da banda americana de hard rock Guns N' Roses. Ela iniciou a 1.º de maio de 2025, em Incheon, Coreia do Sul, e está atualmente prevista para ser concluída em 31 de julho de 2025, em Wacken, Alemanha. É primeira turnê com o novo baterista da banda, Isaac Carpenter, após a saída do baterista de longa data Frank Ferrer, que deixou o Guns N' Roses em 19 de março de 2025, antes de iniciar a turnê.

## Datas das turnês
| Data (2025) | Cidade         | País                   | Local                           | Abertura     | Público | Receita |
| ----------- | -------------- | ---------------------- | ------------------------------- | ------------ | ------- | ------- |
| 1 de maio   | Incheon        | Coreia do Sul          | Songdo Moonlight Festival Park  | —            | —       | —       |
| 5 de maio   | Yokohama       | Japão                  | K-Arena                         | —            | —       | —       |
| 10 de maio  | Taoyuan        | Taiwan                 | Taoyuan Sunlight Arena          | —            | —       | —       |
| 13 de maio  | Bancoque       | Tailândia              | Taoyuan Sunlight Arena          | —            | —       | —       |
| 17 de maio  | Mumbai         | Índia                  | Mahalaxmi Racecourse            | —            | —       | —       |
| 20 de maio  | Sakhir         | Bahrein                | Al-Dana Amphitheatre            | —            | —       | —       |
| 23 de maio  | Riade          | Arábia Saudita         | Mohammed Abdo Arena             | —            | —       | —       |
| 27 de maio  | Abu Dhabi      | Emirados Árabes Unidos | Etihad Arena                    | —            | —       | —       |
| 30 de maio  | Shekvetili     | Geórgia                | Shekvetili Park                 | Rival Sons   | —       | —       |
| 2 de junho  | Istambul       | Turquia                | Tüpraş Stadyumu                 | Rival Sons   | —       | —       |
| 6 de junho  | Coimbra        | Portugal               | Estádio Cidade de Coimbra       | Rival Sons   | —       | —       |
| 9 de junho  | Barcelona      | Espanha                | Estádio Olímpico Lluís Companys | Rival Sons   | —       | —       |
| 12 de junho | Florença       | Itália                 | Ippodromo del Visarno           | Rival Sons   | —       | —       |
| 15 de junho | Hradec Králové | Chéquia                | Park 360                        | Rival Sons   | —       | —       |
| 18 de junho | Düsseldorf     | Alemanha               | Merkur Spiel-Arena              | Rival Sons   | —       | —       |
| 20 de junho | Munique        | Alemanha               | Allianz Arena                   | Rival Sons   | —       | —       |
| 23 de junho | Birmingham     | Inglaterra             | Villa Park                      | Rival Sons   | —       | —       |
| 26 de junho | Londres        | Inglaterra             | Estádio de Wembley              | Rival Sons   | —       | —       |
| 29 de junho | Aarhus         | Dinamaraca             | Eskelunden                      | Public Enemy | —       | —       |
| 2 de julho  | Trondheim      | Noruéga                | Granåsen                        | Public Enemy | —       | —       |
| 4 de julho  | Estocolmo      | Suécia                 | Strawberry Arena                | Public Enemy | —       | —       |
| 7 de julho  | Tampere        | Finlândia              | Tampere Stadium                 | Public Enemy | —       | —       |
| 10 de julho | Caunas         | Lituânia               | Darius and Girėnas Stadium      | Public Enemy | —       | —       |
| 12 de julho | Varsóvia       | Polônia                | PGE Narodowy                    | Public Enemy | —       | —       |
| 15 de julho | Budapeste      | Hungria                | Puskás Aréna                    | Public Enemy | —       | —       |
| 18 de julho | Belgradeo      | Sérvia                 | Ušće Park                       | Public Enemy | —       | —       |
| 21 de julho | Sófia          | Bulgária               | Vasil Levski National Stadium   | Public Enemy | —       | —       |
| 24 de julho | Vienna         | Áustria                | Ernst-Happel-Stadion            | Sex Pistols  | —       | —       |
| 28 de julho | Luxemburgo     | Luxemburgo             | Luxexpo                         | Sex Pistols  | —       | —       |
| 31 de julho | Wacken         | Alemanha               | Hauptstrasse                    | —            | —       | —       |
| Total       |                |                        |                                 |              |         |         |

## Integrantes

### Guns N' Roses
- Axl Rose – vocal, piano, percussão
- Slash – guitarra solo, talkbox, slide guitar
- Duff McKagan – baixo, backing vocals, vocal
- Dizzy Reed – teclados, piano, percussão, backing vocals
- Richard Fortus – guitarra rítmica, backing vocals
- Isaac Carpenter – bateria
- Melissa Reese – teclados, sintetizadores, sub-bass, samples, percussão, backing vocals